# Tumba de Martin Ryerson
La tumba de Martin Ryerson es un mausoleo de estilo neoegipcio diseñado por Louis Sullivan y terminado en 1889. Está en el histórico cementerio de Graceland de la ciudad de Chicago, en el estado de Illinois (Estados Unidos).

## Historia
Martin L. Ryerson era un rico magnate maderero de Chicago y especulador inmobiliario. Vivió de 1818 a 1887 y durante su vida, él y su hijo Martin Ryerson, Jr., encargaron varias obras de Chicago al arquitecto Louis H. Sullivan. La tumba de Ryerson fue encargada por Martin Ryerson, Jr. en 1887, y completada por Sullivan, diseñador principal de Adler & Sullivan, en 1889. La tumba de Ryerson se encuentra en la sección Lakeside del cementerio Graceland de Chicago, cerca de la intersección de las carreteras del cementerio Main, Lake y Fairview Avenue.

## Arquitectura
La tumba de Martin Ryerson fue diseñada por el aclamado arquitecto Louis H. Sullivan en un estilo renacentista egipcio. El diseño de Sullivan fusiona dos tipos diferentes de edificios de estilo egipcio, la pirámide y la mastaba. La base del edificio de la tumba es la mastaba de paredes inclinadas que cuenta con tres ventanas. El mausoleo está construido con grandes bloques de granito Quincy muy pulido, y se inspiró en las tradiciones funerarias egipcias. El exterior de la tumba no contiene símbolos egipcios, pero tiene una puerta que atraviesa directamente su centro, así como una austera cornisa de filete. El techo de la tumba está coronado por una torre que a su vez está rematada por una pirámide escalonada. Excepcionalmente, la tumba evoca precedentes egipcios a través de su forma oscura y maciza, en lugar de la dependencia más típica de la ornamentación de estilo egipcio. Dentro del mausoleo hay uno de los arcos característicos de Sullivan, el arco enmarca un busto de Ryerson diseñado por Sullivan, pero sin firmar. El mausoleo de Ryerson es una de las tres tumbas que Louis Sullivan diseñó durante su carrera. La tumba de Carrie Eliza Getty, completada un año después de la tumba de Ryerson de 1889, también se encuentra en el cementerio de Graceland. La otra tumba diseñada por Sullivan, la Tumba de Wainwright, se encuentra en San Luis, Misuri.

## Significado

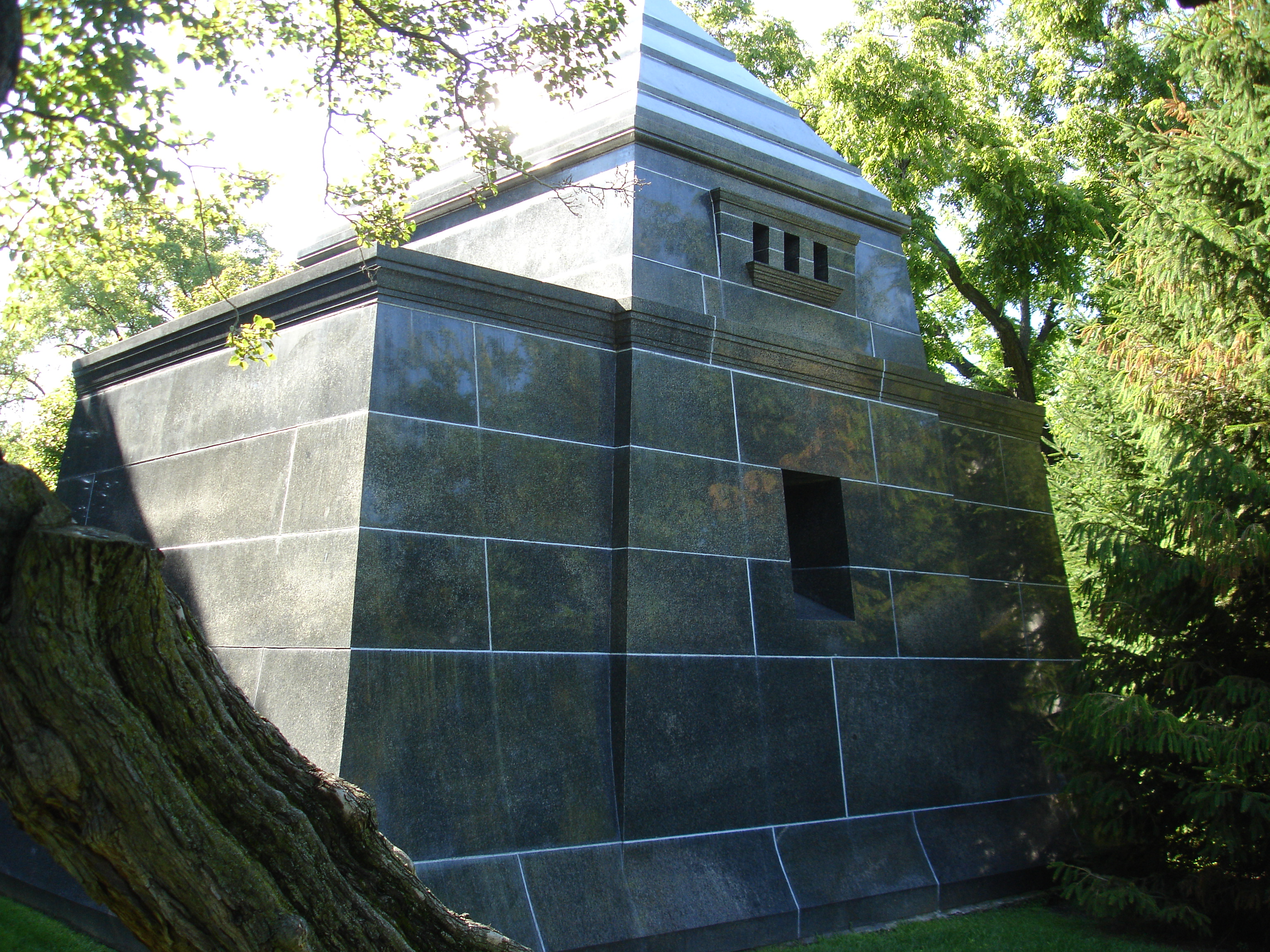
El granito negro pulido refleja el paisaje del cementerio.

La tumba de Ryerson es única entre las tumbas del Renacimiento egipcio debido a su falta de decoración egipcia exterior abierta. En una categoría propia, la Tumba de Ryerson se encuentra entre las obras más importantes del estilo neoegipcio en los Estados Unidos. La Tumba de Ryerson es un miembro colaborador de la lista del Registro Nacional de Lugares Históricos del Cementerio de Graceland.